# Municipio de Guanaceví
El municipio de Guanaceví es un municipio enclavado entre las barrancas y las praderas del norte del estado de Durango, en México. Su cabecera es la ciudad de Guanaceví.

## Etimología
El nombre de Guanaceví significa “la Iguana que no se ve”, denominado así por la forma del cerro que rodea la cabecera municipal.

## Demografía

### Localidades
En el censo de 2020 el municipio de Guanaceví contaba con 198 localidades.
| Código INEGI      | Localidad         | Población (2020) |
| ----------------- | ----------------- | ---------------- |
| 100090001         | Guanaceví         | 3 852            |
| Otras localidades | Otras localidades | 6 017            |
| Total municipal   | Total municipal   | 9 869            |

## Economía
Sus mayores recursos son la agricultura, la ganadería, la minería y la explotación forestal, dicha que se da en las regiones de la Sierra Madre Occidental.

## Infraestructuras
La infraestructura del municipio es baja, siendo las minas de la cabecera la principal industria desarrollada, los caminos son en mayor parte terraceria y caminos revestidos.

## Clima
El punto más frío y sin habitar de México está en Guanaceví, en la cima del cerro Barajas (a 3.200 m s. n. m.) donde se han registrado temperaturas de hasta -32 °C. Su paisaje forestal es por tanto muy atractivo, aunque de difícil acceso.